# Dystasia grisescens
Dystasia grisescens es una especie de escarabajo longicornio del género Dystasia, familia Cerambycidae. Fue descrita científicamente por Breuning en 1954.
Habita en Indonesia y Sumatra. Los machos y las hembras miden aproximadamente 11 mm.